# Dražen Mužinić
Dražen Mužinić (Split, 25 de janeiro de 1953) é um ex-futebolista profissional croata, que atuava como meia.

## Carreira
Dražen Mužinić fez parte do elenco da Seleção Iugoslava de Futebol da Copa do Mundo de 1974. 